# Li Ronghua
Li Ronghua (chiń. 李荣华 ur. 21 września 1956 w Wuhan) – chińska wioślarka (sterniczka). Dwukrotna medalistka olimpijska z Seulu.
Zawody w 1988 były jej pierwszymi igrzyskami olimpijskimi. Wywalczyła dwa medale, srebro w czwórce ze sternikiem oraz brąz w ósemce. W czwórce ze sternikiem triumfowała na igrzyskach azjatyckich w 1986. Brała udział w igrzyskach olimpijskich w 1992.